# Windham (Nova York)
Windham és una concentració de població designada pel cens dels Estats Units a l'estat de Nova York. Segons el cens del 2000 tenia 359 habitants.

## Demografia
Segons el cens del 2000, Windham tenia 359 habitants, 172 habitatges, i 97 famílies. La densitat de població era de 73,7 habitants per km².
Dels 172 habitatges en un 22,7% hi vivien nens de menys de 18 anys, en un 44,8% hi vivien parelles casades, en un 8,1% dones solteres, i en un 43,6% no eren unitats familiars. En el 41,3% dels habitatges hi vivien persones soles el 19,2% de les quals corresponia a persones de 65 anys o més que vivien soles. El nombre mitjà de persones vivint en cada habitatge era de 2,09 i el nombre mitjà de persones que vivien en cada família era de 2,81.
Per edats la població es repartia de la següent manera: un 19,5% tenia menys de 18 anys, un 4,7% entre 18 i 24, un 23,4% entre 25 i 44, un 24% de 45 a 60 i un 28,4% 65 anys o més.
L'edat mediana era de 47 anys. Per cada 100 dones de 18 o més anys hi havia 102,1 homes.
La renda mediana per habitatge era de 32.083 $ i la renda mediana per família de 44.250 $. Els homes tenien una renda mediana de 35.625 $ mentre que les dones 40.313 $. La renda per capita de la població era de 23.320 $. Entorn del 6,1% de les famílies i el 10,5% de la població estaven per davall del llindar de pobresa.